# De Jager (Woudsend)
De Jager is een stellingmolen in aan de Ee in Woudsend. De molen werd omstreeks 1715 gebouwd. Vanaf de jaren dertig van de 20e eeuw tot 1970 draaide de molen niet meer op windkracht, maar werd in de periode elektrisch aangedreven. De achtkante bovenkruier werd in 1976 weer geschikt gemaakt voor het malen op windkracht. De molen werd in 1994 gerestaureerd en is bedrijfsvaardig. 't Lam is de andere windmolen in Woudsend.
De Jager is een van de drie houtzaagmolens in Friesland. De andere twee zijn de De Rat in IJlst en De Zwaluw in Birdaard. De Jager werd in 1971 - toen nog zonder wieken - ingeschreven als rijksmonument in het monumentenregister. De molen is het centrum van een complex met daarbij een eigenaarswoning, zes woningen voor de molenaarsknecht en een houtdroogschuur. 

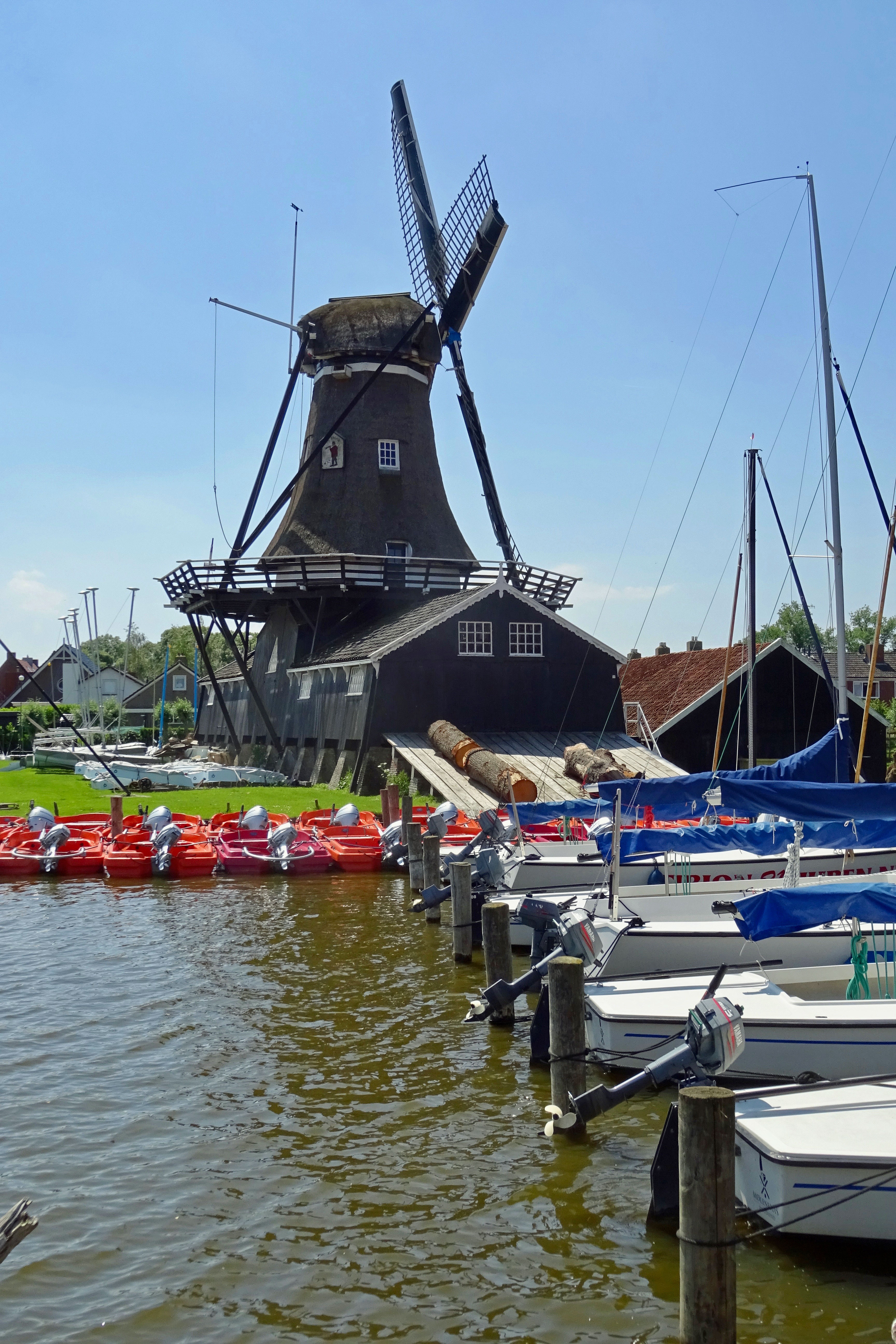
De molen met boomstammen
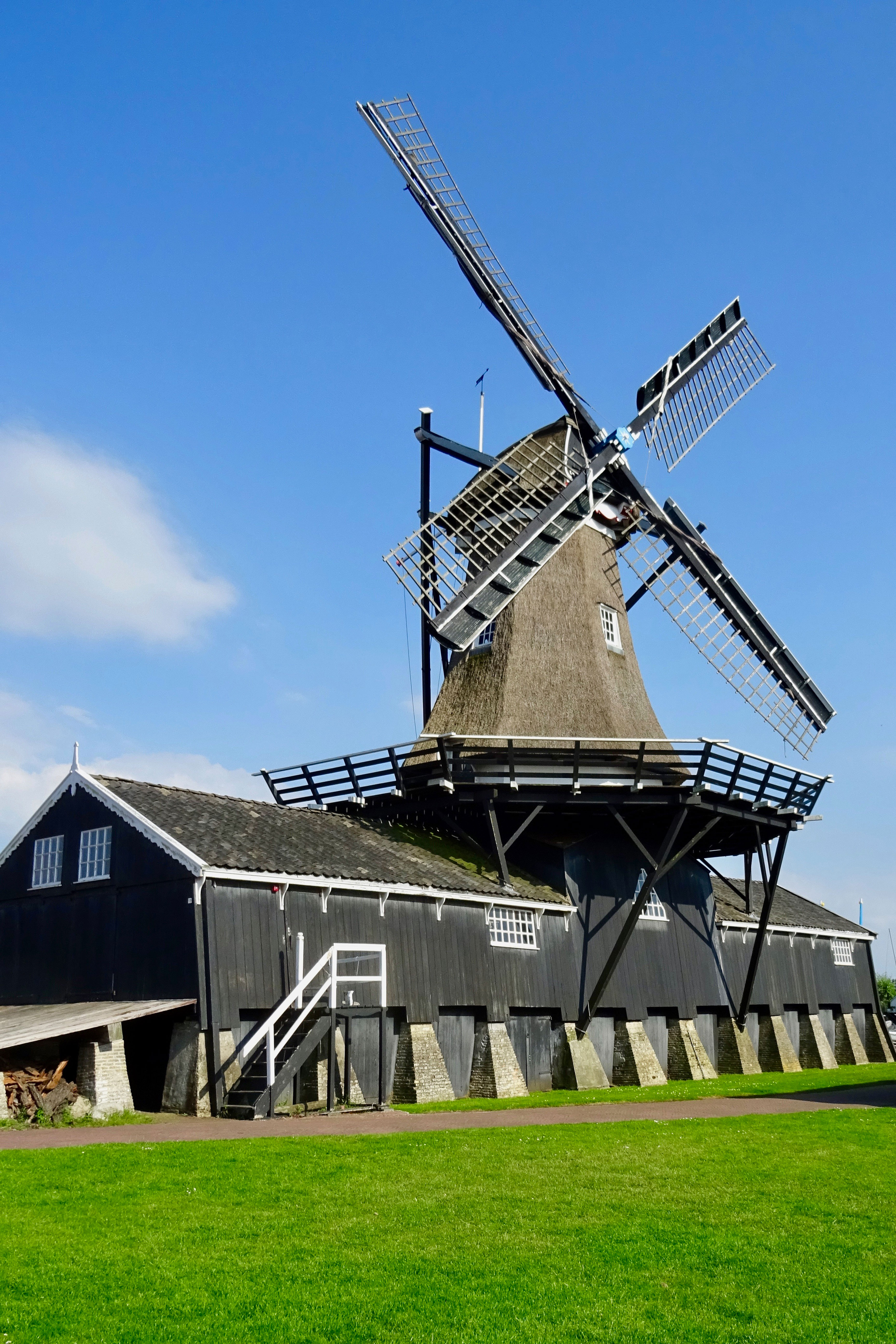
De molen met werkplaats en loods
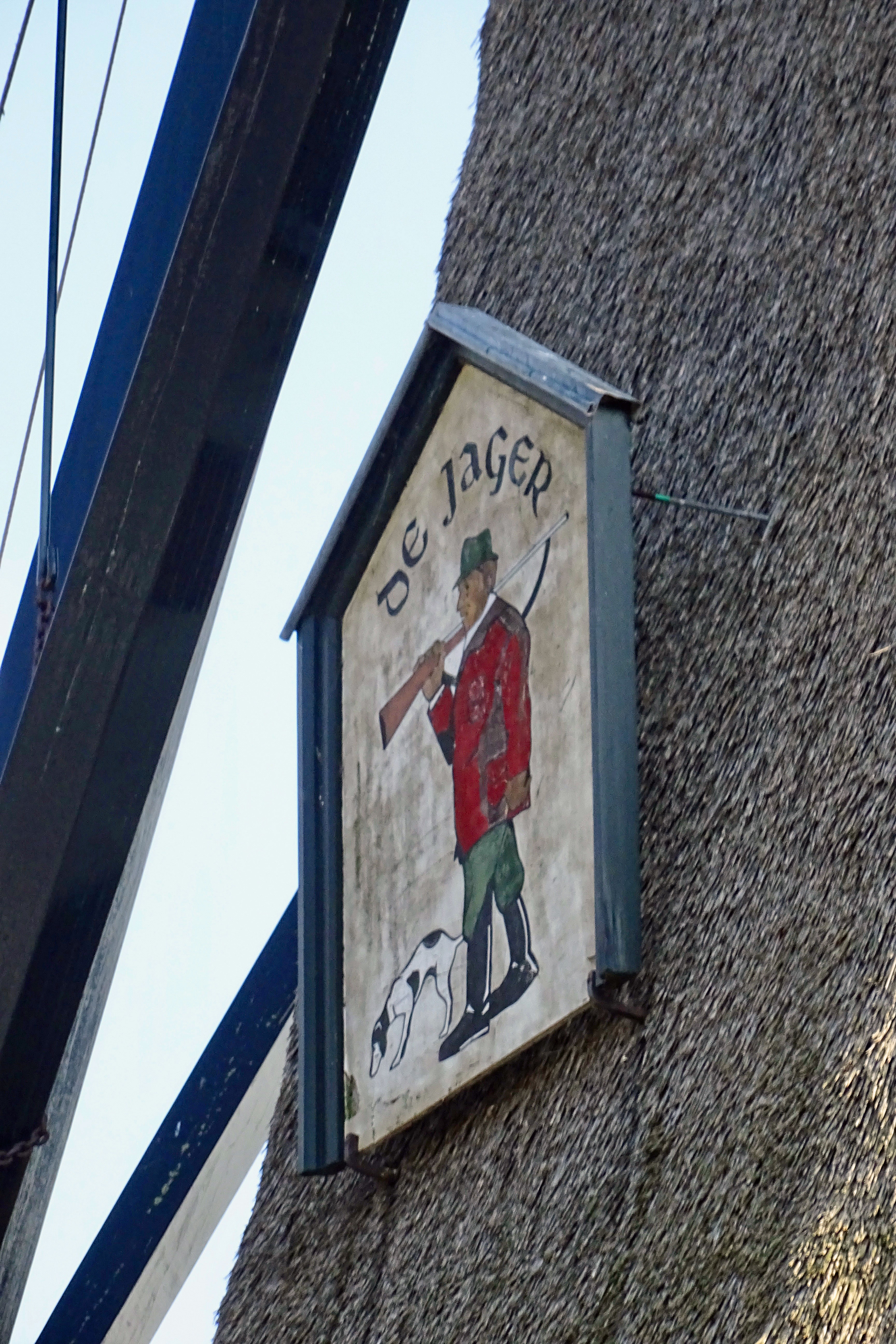
Afbeelding van een jager op "De Jager"